# Orquesta de Cámara de Siero
La Orquesta de Cámara de Siero, también conocida como OCAS, es una agrupación musical basada en la villa asturiana de Pola de Siero.

## Historia
Surgida en 2002 de mano de Manuel Paz, la OCAS es un proyecto cultural de importante vocación social, cultural y didáctica.
Con una formación variable en función de las necesidades de cada concierto, la Orquesta de Cámara de Siero cuenta entre sus filas con músicos de perfiles muy variados, tanto en edad como en experiencia: desde músicos profesionales de dilatada trayectoria concertística, a profesores de conservatorios y escuelas de música, músicos de segunda profesión o estudiantes en formación.
La OCAS nace fruto de la iniciativa y trayectoria del guitarrista, profesor, pedagogo y promotor Manuel Paz, primero como director de la asignatura de orquesta en el Conservatorio de la Mancomunidad del Nalón y luego como director de la ya independiente Orquesta de Cámara del Nalón (OCANA). Posteriormente la asociación trasladaría su sede al concejo de Siero, convirtiéndose en la actual Orquesta de Cámara de Siero (OCAS).
Desde sus inicios, han sido pilares importantes del proyecto el dar oportunidad y cabida dentro de la agrupación a músicos jóvenes, así como la vinculación de la música clásica con la popular. De igual manera, otro pilar es el acercamiento de la orquesta a las comunidades urbanas y rurales, a sus necesidades y sus sensibilidades.

## Actividades
La Orquesta de Cámara de Siero realiza durante el año diferentes tipos de conciertos: los más habituales son los conciertos didácticos familiares y para público escolar. 
La colaboración con diferentes entidades y proyectos provoca también la realización de espectáculos específicamente diseñados “ad hoc” como los desarrollados para la fundación Cruz Roja, el Centro Comunitario de Sangre y Tejidos de Asturias,  Hermandad de Donantes de Sangre y Tejidos de Asturias, el colegio de Economistas de Oviedo, la Fundación Sandra Ibarra o, más recientemente la colaboración con el proyecto Canteros del Sonido, en el que la OCAS participó junto con Héctor Braga en un concierto en el que se estrenó una pieza para “rota” un instrumento medieval desaparecido y rescatado gracias a una labor de investigación musicológica y reconstrucción.
Otros colaboradores de la OCAS son o han sido: Flores Chaviano, Andreas Pritwittz, Mauro Rossi, María Espada, Olga Román, Coro de Voces Blancas del Nalón, Truequedart, coro minero de Turón, Nuberu, Marisa Valle Roso, Pachi Poncela, la compañía Higiénico Papel Teatro, Alberto Rodríguez, Juan Méndez, o Joaquín Pixán.

### Actividades y proyectos destacados de la Orquesta de Cámara de Siero
- Concierto en la sede central de Naciones Unidas (Nueva York 2002)
- Grabación de dos programas de El Conciertazo de RTVE  junto con Fernando Argenta
- Giras de conciertos didácticos junto con Fernando Argenta por toda la geografía española
- Grabación de un programa de “Pizzicato” de RTVE junto con Ara Malikian y Andreas Prittwitz[2]
- Concierto de Año Nuevo. (Teatro Jovellanos de Gijón, 2013)
- Concierto 50 aniversario de Medicus Mundi con la colaboración de Miguel Ríos, Víctor Manuel (Avilés 2013)[3]
- Grabación de un programa especial para la RTPA y varios conciertos junto a Víctor Manuel
- Melólogo junto con Pablo Carbonell “El poeta escribiendo un monólogo” dentro del marco del Festival de Música Antigua de Gijón (2014)[4]
- Gira de conciertos en los campamentos de refugiados saharauis (Tinduf, Argelia 2016)[5]
- Concierto junto con Kase-O, Natos y Waor y Pablo Undestruktion en el escenario central del Festival Metrópoli. (Gijón, 2016)
- Espectáculo “El Faro”, junto a Ana Belén y Alberto Rodríguez (Gijón, 2018)[6]
- Concierto el auditorio de Oviedo acompañando a Ismael Serrano en su mini gira Sinfónico [7]

## Proyecto Vínculos
Con ese nombre y desde 2005 la OCAS realiza un proyecto de cooperación educativa, social y cultural. El proyecto Vínculos se lleva a cabo cada año en un país diferente y tiene diferentes líneas de actuación:
- Realización de conciertos sinfónicos en lugares donde no llegan los circuitos culturales y orquestales.
- Realización de conciertos didácticos de carácter social dirigidos a públicos alejados de estos circuitos o en riesgo de exclusión social (orfanatos, centros de mayores, centros de refugiados, hospitales, centros de educación especial, centros penitenciarios, etc.).
- Integración en la orquesta de músicos y estudiantes de música locales durante las giras.
- Fusión y arreglos de músicas populares de los destinos visitados con el lenguaje sinfónico.
- Impartición de clases de instrumento.
- Donación de instrumentos y materiales.
- Inclusión en los repertorios de músicas asturianas y españolas junto con las músicas del lugar.

### Hasta el momento el proyecto Vínculos ha estado en los siguientes lugares
- 2005: Bolivia y Brasil: participación en el III Festival del Sol (Bolivia) y colaboración con entidades locales de la favela Cantalago (Río de Janeiro)
- 2007: Bolivia II:[8] colaboración con el proyecto Hombres Nuevos, las orquestas de Santa Cruz de la Sierra, Cochabamba y El Alto[9] y con entidades sociales de Achacachi y Cuatro Cañadas.
- 2008: Honduras y Guatemala: colaboración con la Orquesta Sinfónica de San Pedro Sula, con la comunidad garífuna de Triunfo de la Cruz,[10] la Orquesta Filarmónica Nacional de Honduras, Conservatorio de Tegucigalpa, Fundación del Hombre Hondureño, proyecto educativo de la AAC y la ONG Seronda en Puente Belice (Guatemala) y con Marluce Morales.
- 2009: Marruecos I:[11] colaboración con el Instituto Cervantes de Casablanca, la Asociación para el Desarrollo y la Acción Solidaria (DASS) (Beni Ammart), Instituto Español Melchor de Jovellanos (Berkane) y conservatorio de Marrakech.
- 2010: Nicaragua: colaboración con el centro cultural Batahola (Managua), el coro Ángel Torrellas, alumnos del conservatorio UPOLI (Managua), el proyecto Ritmo en Los Barrios[12] (Granada), Música en los Barrios (Managua), la Biblioteca de Acahualinca, el proyecto Integral de La Chureca (Managua), la escuela Jorge González Chavarría (Jinotega), NPH, Nuestros Pequeños Hermanos (Jinotepe), la Asociación de Mujeres Bahía Gaspar García Laviana (San Juan del Sur); mención especial para las colaboradoras Paola Moreira y Reyna Somarriba.
- 2011: Marruecos II: colaboración con el Centro Cultural de Agadir, con el laudista Driss El Maloumi[13] y con el Centre de Sauvegarde de L´enfance pour jeunne fille y la “Association El Khorbat por le Patrimoine et le Developpement Durable”
- 2012: Ecuador: colaboración con el Centro de Educación Especial de Otavalo, Municipalidad de Otavalo, Cruz Roja Ecuatoriana, Fundación Sepla-Ayuda, fundación de la Iglesia de la Compañía de Jesús, Conservatorio de Quito[14] y con Orquesta Juvenil de Quito. Participación el Festival de Músicas Tradicionales de Otavalo.
- 2012: Marruecos III: colaboración con el centro social Assakada, la asociación de personas con discapacidad Dar El Hana (Tánger), asociación “La Maison de l´Avenir”,  la “Association El Khorbat por le Patrimoine et le Developpement Durable”, el grupo Imenza (El Khorbat), Asociación Tileni (Goulmina), la casa de nómadas Kenkemia, asociación Tadar Nidahalen (Merzouga), asociación Jamaiat un Aman (Agoudal)
- 2013: Grecia: colaboración con los músicos Ross Daly, Mihalis Stavrakakis y Ioannis Petrakis.
- 2014: Portugal: colaboración con el Hospital de Oporto y los fadistas Joana y Pedro Amendoeira (voz y guitarra portuguesa)
- 2015: Italia: participación en el Festival de Jóvenes Orquestas de Malnate, en la programación de la Expo Milano 2015 y del Museo Arqueológico de Nápoles. Colaboración con Candela Scalabrini, bailarines del Balleto di Siena y con el centro penitenciario de menores de la isla de Nisida (Nápoles).
- 2016: República Dominicana I: colaboración con la Escuelita de la calle Conde (Bocachica) y proyecto La Matica (Boca Chica)
- 2017: Indonesia I:[15] colaboración con el Ministerio de Educación y Cultura de Indonesia, con la agrupación musical Mataniari, y el músico Adra Karim
- 2018: Indonesia II: colaboración el Ministerio de Educación y Cultura de Indonesia y con el grupo Riau Rythm (Sumatra)
- 2019: República Dominicana II, colaboración con la ONG Mensajeros de la Paz, Escuelita de la calle Conde y proyecto La Matica (Boca Chica) y el Liceo Artístico de San Cristóbal
- 2020 y 2021: Estos años no se pudo realizar el proyecto por la pandemia del COVID-19
- 2022: Polonia y Ucrania:[16] colaboración con el chef José Andrés, con su proyecto World Central Kitchen y con Victoriano Sanz Losada
- 2023: Bosnia Herzegovina:[17] colaboración con la organización juvenil AkustikUm de Tuzla,[18] el coro femenino Ansambl Corona y el escritor y divulgador Miguel Roan.
- 2024: China: gira de trece conciertos por los principales auditorios de doce ciudades diferentes del país asiático, incluyendo Shanghái, Pekín, Zhoushan o Hangzhou.

Otras personas y entidades colaboradoras de los diferentes proyectos Vínculos han sido: Agencia de Cooperación Asturiana, AECID, Fundación SEUR, Caja Mediterráneo, Fundación Rose, Juan Ramón Lucas, Fundación Sandra Ibarra y Joluvi.
Otras personas y entidades colaboradoras de los diferentes proyectos Vínculos han sido: Agencia de Cooperación Asturiana, AECID, Fundación SEUR, Caja Mediterráneo, Fundación Rose, Juan Ramón Lucas, Fundación Sandra Ibarra y Joluvi.
Además, Vínculos ha sido distinguido con el Premio AEDME de mecenazgo empresarial 2008 a propuesta de SEUR y el Premio Dupont al Voluntariado 2013.
En 2014 el proyecto Vínculos saltó a los medios de comunicación griegos y españoles —Telecinco, Televisión Española, TPA, La Nueva España, El Comercio de Gijón, etc.— con un vídeo de un flashmob en el Aeropuerto de Heraklion, Creta. En YouTube se logran 100 000 visitas en dos semanas.

## Premios
- 2008. Premio AEDME de mecenazgo empresarial a propuesta de SEUR al proyecto Vínculos[21]
- 2013. Premio Serondaya de las Artes[22]
- 2013. Premio RTPA al mejor grupo del año
- 2013. Premio Dupont al Voluntariado al proyecto Vínculos

## Estrenos absolutos de obras musicales
- Nife (Flores Chaviano)
- Appletura de Windows Opus Linux (Alberto Lozano)
- Concierto para globos y orquesta (Alberto Lozano)
- Concierto para cacharros de cocina y orquesta (Alberto Lozano)
- Semisinfonía Semiconcertante para público y orquesta (Alberto Lozano)
- Composición para Tapones Solidarios y orquesta (Alberto Lozano)